# Neoblase
Unter einer Neoblase versteht man in der Medizin, insbesondere der Urologie, einen aus Dünndarm erstellten kontinenten Harnblasenersatz.
Die Bildung einer Neoblase oder eines Ileum-Conduits ist in der Regel nach einer Zystektomie, also der Entfernung der Harnblase (und der Prostata), vonnöten. Die Neoblase übernimmt die Reservoirfunktion der zuvor entfernten Harnblase. Das Reservoir aus Darmschlingen wird mittels der sogenannten Detubularisierung konstruiert: der Dünndarm wird längs aufgeschnitten und N-, S- oder W-förmig zu einer Darmplatte genäht. Die Darmplatte wird geklappt und die Außenkanten werden miteinander verbunden. Die Harnleiter werden je nach OP-Technik auf verschiedene Weise mit dem Reservoir verbunden. Das Ziel ist ein Reservoir, welches ohne großen Druckanstieg ein ausreichend großes Harnvolumen aufnehmen kann. Die Neoblase wird an Stelle der Harnblase mit der Harnröhre verbunden oder, wenn das nicht geht (s. u.) auf andere Weise mit der Körperoberfläche (Haut) verbunden.
Voraussetzung ist, dass die Harnröhre nicht von der Krebserkrankung betroffen ist. Die Neoblase wird mit der Harnröhre verbunden, und der Urin wie bisher über diese ausgeschieden. Dies gewährleistet im Gegensatz zu den anderen Alternativen zur Harnableitung eine wesentlich bessere Lebensqualität und eine geringere Infektionsgefahr. Problematisch ist die Eigenschaft des Dünndarmgewebes, relativ große Mengen Schleim abzusondern, der sich dann im Urin wiederfindet. Weiterhin können durch die Resorption (Wiederaufnahme) von Urinbestandteilen durch die Dünndarmschleimhaut Störungen des Säure-Basen-Haushaltes und der Elektrolyte entstehen. Nach Anlage einer Neoblase kann auch eine störende Harninkontinenz entstehen.

## Geschichte der künstlichen Harnableitung
Die Idee der künstlichen Harnableitung ist so alt, wie die der Entfernung der Harnblase. Im Laufe der Zeit wurden viele Methoden entwickelt und ausprobiert.
1852 begann die Geschichte der künstlichen Harnableitung. Der Chirurg John Smith legte mit einem doppelläufigen Katheter aus Silber eine Harnleiter-Darm-Fistel zum Enddarm an. Der 13-jährige Patient verstarb ein Jahr später an einer Bauchfellentzündung.
Die erste erfolgreiche Harnleiterimplantation in den Darm wurde im Jahr 1878 ebenfalls von Smith durchgeführt.
Bereits 1887 führte der deutsche Chirurg Bernhard Bardenheuer die erste vollständige Blasenentfernung durch. Er wollte die Harnleiter in den Darm implantieren, jedoch konnte er während der Operation einen der beiden Harnleiter nicht auffinden. Der Urin sammelte sich im Becken und der Patient verstarb zwei Wochen nach der Operation.
Die Ergebnisse der vollständigen Zystektomie (Blasenentfernung) waren nicht ermutigend: Nach einer Studie von 1952 ergab sich bei bösartigen Erkrankungen eine Fünf-Jahres-Überlebensrate von nur 9 %.
Eine wesentliche Verbesserung der Ergebnisse brachte 1956 die Einführung der radikalen Zystektomie durch Whitemore und Marshall. Bei dieser Operationstechnik werden, im Gegensatz zur totalen Zystektomie, alle umliegenden Gewebe mitentfernt, also eine Umschneidung des Tumors in größerem Sicherheitsabstand.
Ein weiterer Meilenstein war das 1950 von Bricker vorgestellte Ileum-Conduit. Bei diesem Verfahren wird ein ca. 10 cm langes Stück aus dem Dünndarm herausgetrennt, die beiden losen Enden des Dünndarms dann mit einer Anastomose wieder verbunden. An einem Ende des herausgetrennten Darmabschnittes werden die beiden Harnleiter implantiert und auf der anderen Seite ein Stoma über Hautniveau in die Bauchwand eingepflanzt.
Die erste Neoblase wurde 1958 von Camey vorgestellt. Dabei schaltete er ein Dünndarmsegment aus und schloss die beiden Harnleiter auf der einen Seite an. Das Dünndarmstück blieb in der ursprünglichen, schlauchförmigen Form erhalten, nicht wie heute üblich aufgeschnitten und kugelförmig vernäht.
Vor 1980 war das Risiko für den Patienten, einen solchen Eingriff wegen der Narkose und der anschließenden intensivmedizinischen Versorgung nicht zu überleben, noch hoch. Erst große Fortschritte der Anästhesie in den 1980er Jahren machten solche umfangreichen Operationen möglich.
Zwischenzeitlich gab es Bestrebungen, den Eingriff auf zwei Operationen zu verteilen, um das Risiko für den Patienten zu verringern: im ersten Schritt wurde die Neoblase aus Darmteilen geformt und in einem zweiten Eingriff die natürliche Harnblase entfernt.

## Neoblase nach Hautmann
Diese Form der Harnableitung wurde von  R. Hautmann und Kollegen an der Universität Ulm entwickelt. Erstmals beschrieben wurde sie 1987.
Bei dieser Neoblase wird ein ca. 65 cm langes Dünndarmstück ausgeschaltet und w-förmig zu einer Platte vernäht. Nach dem Einnähen der Harnleiter und dem Verbinden mit der Harnröhre, werden die beiden Enden der Darmplatte miteinander vernäht.

## Neoblase nach Studer
Bei der Neoblase nach  U. Studer vom Inselspital Bern wird ein ca. 45 cm langes Dünndarmstück ausgeschaltet. Bis auf 10–15 cm wird der Darm gespalten. An dieser Stelle werden später die Harnleiter implantiert. Nach Verbinden mit der Harnröhre wird die neue Blase verschlossen.

## MAINZ-Pouch I
Der MAINZ-Pouch I (mixed augmentation ileum‘ n zecum) besteht zu 1/3 aus Dickdarm und zu 2/3 aus Dünndarm und kann später ein Urinvolumen von 300–600 ml fassen. Er gehört, wie die Neoblasen nach Hautmann und Studer zu den Niederdrucksystemen. Die Ersatzblase wird über ein Dünndarmstück oder, falls noch vorhanden, den Blinddarm mit dem Bauchnabel verbunden. Darüber kann die Blase mit einem Katheter entleert werden. In der Regel sind die Patienten kontinent.

## MAINZ-Pouch II
Die Harnleiter werden in den Enddarm eingepflanzt und der Urin wird zusammen mit dem Stuhl über den Anus ausgeschieden. Voraussetzung ist eine gute Funktion des Schließmuskels, was vor der Operation geprüft wird. Diese Form der Harnableitung war lange Zeit Methode der Wahl. Heute wird sie wegen hoher Komplikationsraten jedoch nur noch äußerst selten angewandt.
Ein großes Problem ist die im Laufe des Lebens nachlassende Schließmuskelfunktion, weil damit die Kontinenz nachlässt. Außerdem sind Folgekomplikationen durch den Kontakt der Schleimhaut mit Urin mit Elektrolytenstörungen bis hin zur nicht unerheblichen Rate an Malignomen im Langzeitverlauf zu beachten.

## Jenaer Harnblase
Die Jenaer Harnblase ist den Verfahren nach Hautmann und Studer ähnlich. Jedoch werden nach dieser Methode bei Männern Teile der Prostata erhalten, auf die dann die aus Dünndarm geformte Neoblase aufgesetzt wird. Vorteile sind nicht nur verbesserte Kontinenz der Patienten, sondern auch der Erhalt der Potenz. Des Weiteren sind die Operationszeit kürzer und der perioperative Blutverlust geringer.